# Phthiracarus machadoi
Phthiracarus machadoi är en kvalsterart som beskrevs av Balogh 1958. Phthiracarus machadoi ingår i släktet Phthiracarus och familjen Phthiracaridae. Inga underarter finns listade i Catalogue of Life.